# Alma mater tubingensis
Alma mater tubingensis ist ein Studentenlied, das die Universitätsstadt Tübingen preist. Der Text stammt von Ernst Diestel, einem Mitglied der Tübinger Burschenschaft Derendingia. Es wird gesungen nach der Melodie von Strömt herbei, ihr Völkerscharen.
Diestel schrieb das Lied Alma mater tubingensis im Sommersemester 1881 als Bundeslied der Derendingia. Das Lied fand allerdings Eingang in das Allgemeine Deutsche Kommersbuch und erfreute sich auch bei den anderen Tübinger Korporationen großer Beliebtheit, sodass sich dieses Lied zum bekanntesten Tübinger Studentenlied und zur gerne gesungenen Hymne auf die Universitätsstadt Tübingen entwickelte.

## Text
Andre mögen andre preisen als der Musenstädte Zier,

Alma Mater Tubingensis, unser Lob erschalle dir!

Zwischen Frucht- und Rebgeländen schön wie eine Braut sie liegt,

liebberauschend ihr zu Füßen kosend sich der Neckar schmiegt.

Dein Gebirg in blauer Weite weckt die deutsche Wanderlust.

Gott zum Gruß! du schwäbsche Alpe, Sehnsucht der Studentenbrust.

Auch der Schwarzwald ist nicht ferne, lockend mit dem dunklen Tann,

Schwarzwaldmädchen-Augensterne ziehn Studentenherzen an.

Und die Burg auf stolzer Höhe, prangend in des Ruhmes Flor,

die der starke Preußenadler sich zum Ahnensitz erkor.

In der Näh' und in der Ferne liebreich wie ein Vaterhaus,

Alma Mater Tubingensis, übst du deinen Zauber aus.